# Chandkavathe, Sindgi
Chandkavathe là một làng thuộc tehsil Sindgi, huyện Bijapur, bang Karnataka, Ấn Độ.